# Копи (художник и писатель)
Ко́пи (исп. Copi), собственно Рау́ль Дамо́нте Бота́на (исп. Raúl Damonte Botana; 20 ноября 1939, Буэнос-Айрес — 14 декабря 1987, Париж) — аргентинский и французский прозаик, драматург, художник-карикатурист.

## Биография и творчество
Из семьи политиков, писателей и журналистов Аргентины леворадикального направления, в семье свободно владели французским языком. Детство провел в Монтевидео. У него рано проявились способности к рисованию, в 16 лет он публиковал сатирические рисунки в газетах и журналах Буэнос-Айреса. Войдя в конфликт с диктаторским режимом Перона, семья была вынуждена эмигрировать (Уругвай, Гаити, США).
В 1962 Рауль обосновался в Париже, сблизился с литературно-художественной группой Паника (Фернандо Аррабаль, Алехандро Ходоровский, Ролан Топор). Абсурдистские драмы Копи ставил Хорхе Лавелли, Филипп Адриан, Альфредо Ариас, Марсьяль Ди Фонсо Бо, Жером Савари и другие крупные режиссёры. Его рисунки, близкие к черному юмору сюрреалистов, помещались в Le Nouvel Observateur, Libération, Hara-Kiri, Charlie Hebdo, журнале ЛГБТ-культуры Gai Pied и пользовались большим успехом.
Скончался от осложнений, связанных со СПИДом.

## Произведения

### Романы
- L’Uruguayen (1973)
- Le bal des folles (1977)
- Une langouste pour deux (1978)
- La cité des rats (1979)
- La vida es un tango (1981, на испанском языке)
- La guerre des pédés (1982)
- Virginia Woolf a encore frappé (1983)
- L’Internationale argentine (1988)

### Драмы
- Un ángel para la señora Lisca (1962, поставлена автором в Буэнос Айресе, на испанском языке)
- Sainte Geneviève dans sa baignoire (постановка Хорхе Лавелли, 1966)
- L’alligator, le thé (постановка Жерома Савари, 1966)
- La journée d’une rêveuse (постановка Хорхе Лавелли, 1968)
- Eva Perón (1970, постановка Альфредо Ариаса)
- L’homosexuel ou la difficulté de s’exprimer (постановка Хорхе Лавелли, 1971)
- Les quatre jumelles (постановка Хорхе Лавелли, 1973; мини-опера Режиса Кампо, 2008)
- Loretta Strong (1974)
- La Pyramide (постановка автора, 1975)
- La coupe du monde (постановка автора, 1975)
- L’ombre de Venceslao (постановка Жерома Савари, 1978)
- La Tour de la Défense (1981)
- Le Frigo (1983)
- La nuit de Madame Lucienne (постановка Хорхе Лавелли на Авиньонском фестивале, 1985)
- Una visita inoportuna (на испанском языке, постановка Хорхе Лавелли, 1988)
- Les escaliers du Sacré-cœur (1990, постановка Альфредо Ариаса)
- Una Visita Inoportuna (на испанском языке, постановка 2009)

### Комиксы
- Humour Secret  (1965)
- Les poulets n’ont pas de chaise (1966)
- Le dernier salon où l’on cause (1973)
- Et moi, pourquoi j’ai pas de banane? (1975)
- Les vieilles putes (1977, итал. пер. 1979)
- Le monde fantastique des gays (1986, итал. пер. 1987)
- Les poulets n’ont pas de chaises (итал.пер. 1988)
- La femme assise (изд. 2002)
- Un livre blanc (изд. 2002)

## Известность и признание
Проза и драматургия Копи переведены на английский, немецкий, итальянский, нидерландский, хорватский, словенский и другие языки.

## Публикации на русском языке
- Башня Дефанс//Антология современной французской драматургии. Том 1. М.: Новое литературное обозрение, 2009, с. 467—541 (в постановке Марсьяля Ди Фонсо Бо пьеса была показана в ноябре-декабре 2010 в МХТ им. Чехова в рамках проекта «Французский театр. Впервые на русском» — см.: )